# Henrique Froehlich
Henrique Froehlich SJ (* 22. November 1919 in Cêrro Alegre; † 28. Dezember 2003 in Sinop) war ein brasilianischer Ordensgeistlicher und römisch-katholischer Bischof von Sinop.

## Leben
Henrique Froehlich trat der Ordensgemeinschaft der Jesuiten bei und empfing am 3. Dezember 1952 die Priesterweihe.
Papst Paul VI. ernannte ihn am 29. November 1971 zum Prälaten von Diamantino und Titularbischof von Iomnium. Der Erzbischof von Porto Alegre, Alfredo Vicente Kardinal Scherer, spendete ihm am 20. Februar des nächsten Jahres die Bischofsweihe; Mitkonsekratoren waren Antônio Barbosa SDB, Bischof von Campo Grande, und Alberto Frederico Etges, Bischof von Santa Cruz do Sul. 
Am 26. Mai 1978 verzichtete er im Zuge der neuen Vergaberichtlinien der römischen Kurie auf seinen Titularbischofssitz. Am 4. Dezember 1979 wurde die Territorialprälatur zum Bistum erhoben und er somit zum ersten Bischof von Diamantino ernannt.
Papst Johannes Paul II. ernannte ihn am 25. März 1982 zum ersten Bischof des neuerrichteten Bistums Sinop. Am 22. März 1995 nahm Johannes Paul II. seinen altersbedingten Rücktritt an.